# سول فود

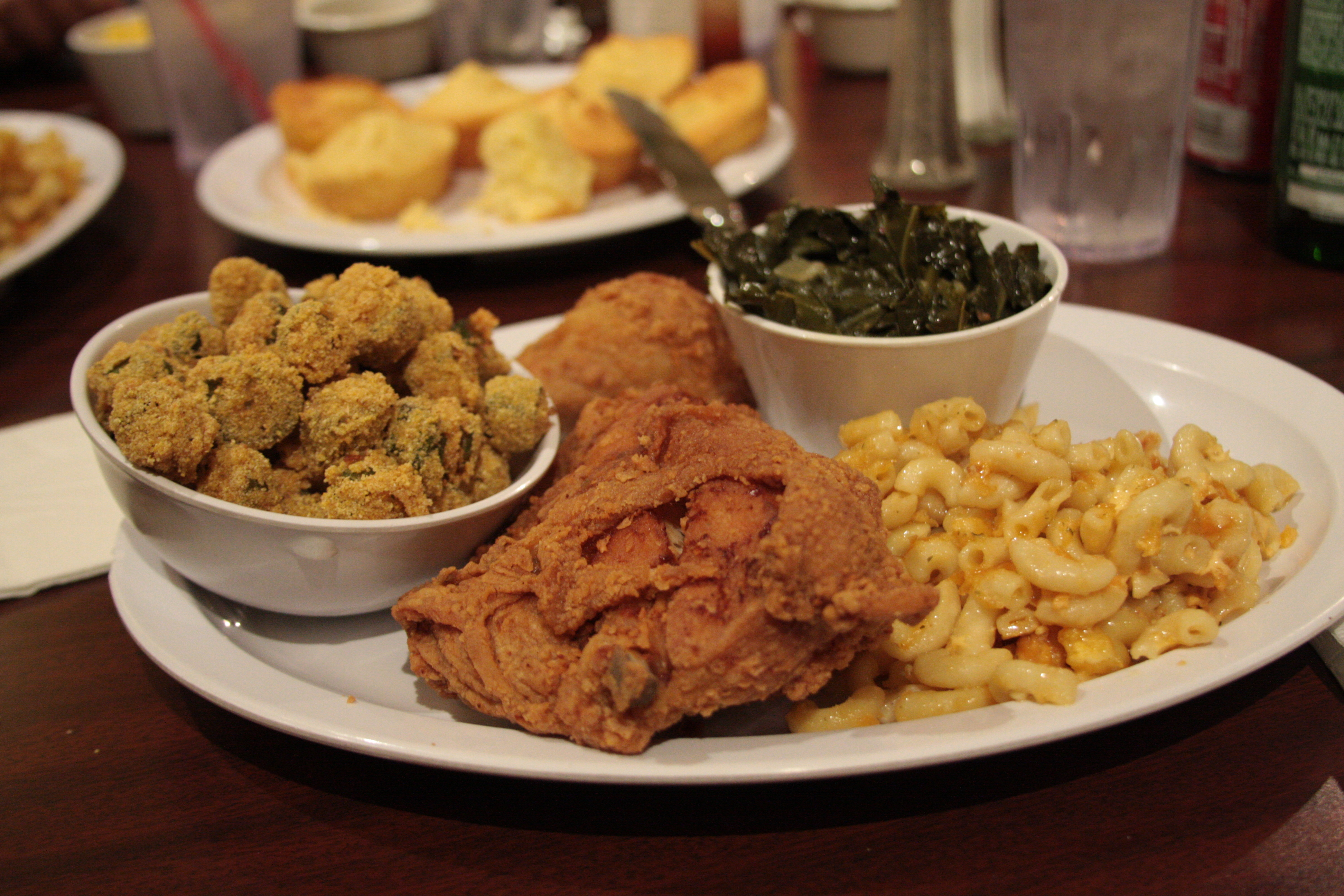

سول فود (به انگلیسی: Soul food) آشپزی سنتی قومی سیاه‌پوستان آمریکای ایالت‌های جنوبی است که امروزه به‌عنوان بخشی از آشپزی آمریکایی شناخته می‌شود. یک بشقاب مرغ سوخاری به همراه ماکارونی و پنیر، کلم سبز و بامیه سرخ شده نمونه استاندارد یک خوراک سول فود است.